# Hydrographie de Santa Catarina
 (janvier 2023).
Si vous disposez d'ouvrages ou d'articles de référence ou si vous connaissez des sites web de qualité traitant du thème abordé ici, merci de compléter l'article en donnant les références utiles à sa vérifiabilité et en les liant à la section « Notes et références ».
Cet article présente les particularités de l'hydrographie de Santa Catarina qui est un État du sud du Brésil.
Les rivières qui parcourent le territoire de l'État appartiennent à deux systèmes hydrographique distincts. La frontière de partage des eaux entre ces deux systèmes est marquée par les montagnes de la Serra Geral et de la Serra do Mar. 

## Versant littoral
Le littoral atlantique se divise en plusieurs bassins hydrographiques de petites tailles, isolés entre eux. On peut citer, parmi les principaux cours d'eau, du nord au sud, les fleuves Itapocu, Itajaí-Açu, Tijucas et Araranguá.

## Versant intérieur
Dans l'intérieur de l'État, deux bassins se réunissent pour former le río de la Plata: 
- le bassin du rio Paraná, dont le principal affluent à Santa Catarina est le rio Iguaçu;
- le bassin du rio Uruguai, dont les principaux affluents sont les rivières Pelotas, Canoas, Chapecó et Peixe.